# ریکاردو گولار
ریکاردو گولار پریرا (پرتغالی: Ricardo Goulart Pereira, پرتغالی برزیلی:[ʁiˈkaʁdu ɡuˈlaʁ]؛ زادهٔ ۵ ژوئن ۱۹۹۱) بازیکن فوتبال اهل برزیل است.
وی همچنین در تیم ملی فوتبال برزیل بازی کرده‌است.
گولار در سال ۲۰۱۵ بعنوان بهترین بازیکن خارجی شاغل در لیگ‌های آسیایی از سوی AFC انتخاب شد؛ او در سال ۲۰۱۵ به همراه تیم گوانگژو اورگراند قهرمان باشگاه‌های آسیا شد. وسابقه ۴قهرمانی درلیگ چین رابااین تیم دارد